# IJssel

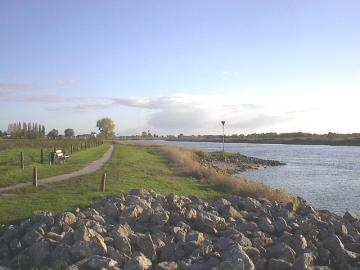
De 'versteende' IJssel bij Wijhe

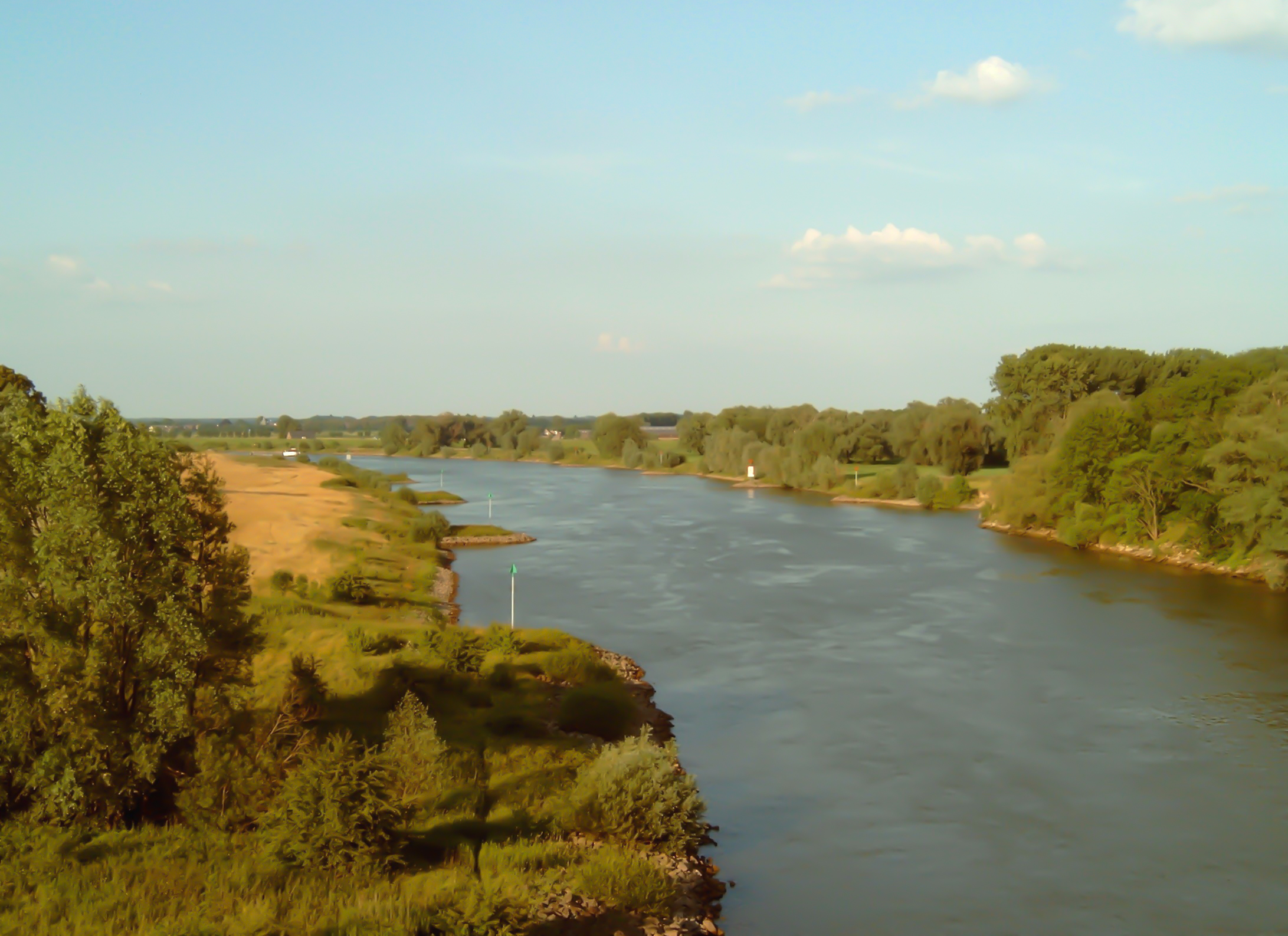
De IJssel bij Velp

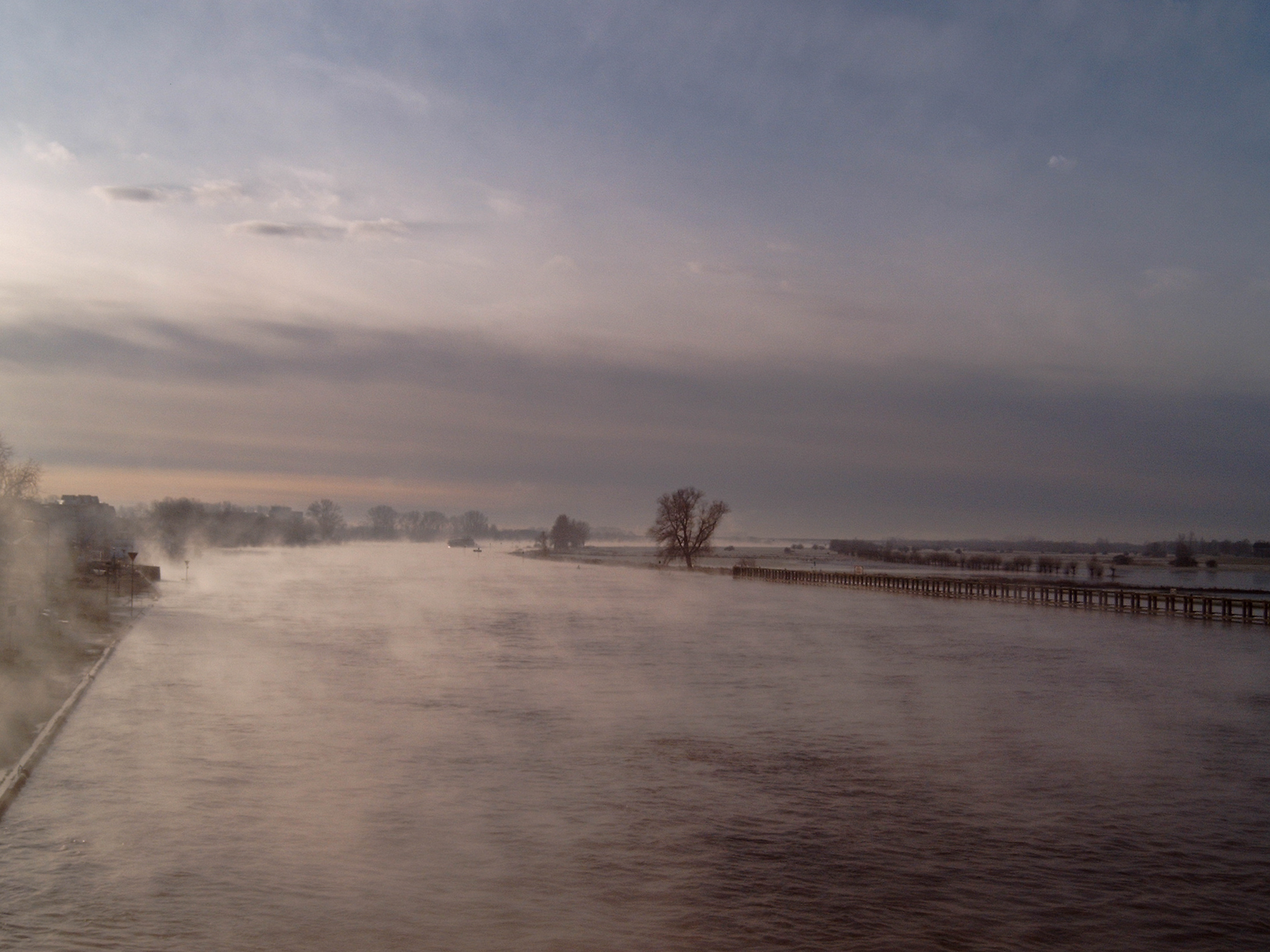
De IJssel bij Zutphen

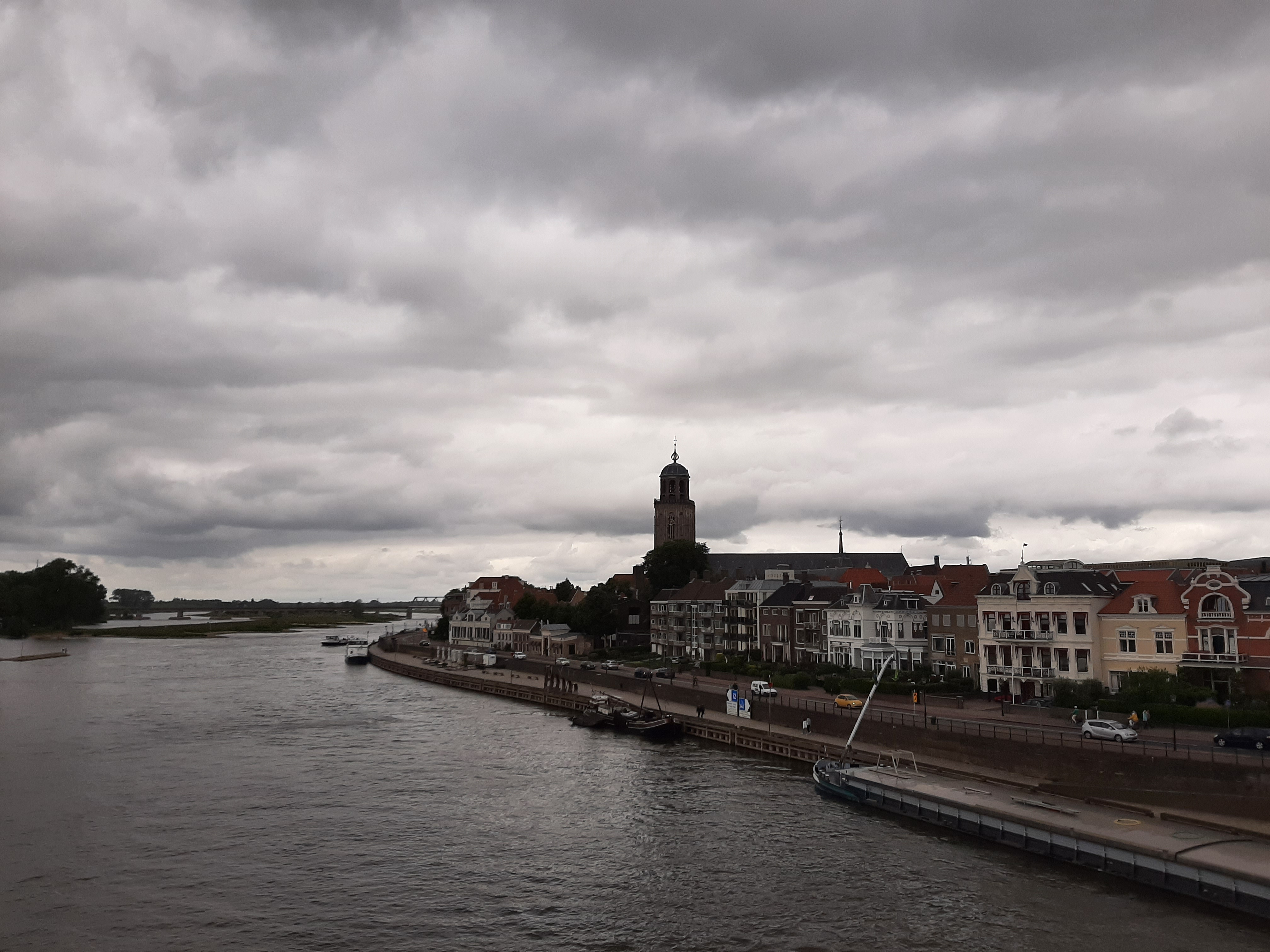
De IJssel bij Deventer

De IJssel (Nedersaksisch: Iessel(t)) of Geldersche IJssel (ter onderscheiding van de Hollandse IJssel) is een Nederlandse aftakking van de Rijn. De rivier takt bij Westervoort (de IJsselkop) ten oosten van Arnhem af van de Rijn bij Kmr 878,6 en stroomt in noordoostelijke en later in noordelijke richting naar het Ketelmeer dat afwatert op het IJsselmeer. 

## Lengte, breedte en hoogte
Met een lengte 127 kilometer is de IJssel de langste rivier die uitsluitend over Nederlands grondgebied stroomt. De zomerbreedte in de benedenloop is zo'n 140 meter; bij Westervoort liggen de zomerkaden zo'n 70 meter van elkaar, bij Kampen is dat het dubbele. Bij hoogwater behoren ook de uiterwaarden tot de stroombedding. De IJssel staat dan tussen de winterdijken en kan plaatselijk vele honderden meters breed zijn. Het maximale verschil tussen de hoogste en de laagste waterstand ter hoogte van de stad Deventer, aan de bovenloop, bedraagt zes meter.

## Geografie
De loop van de rivier volgt de vallei tussen de Veluwe in het westen en de Sallandse Heuvelrug in het oosten, die het IJsseldal genoemd wordt.
Tot aan de zuidkant van de A1 is de bovenloop Gelders; bij Deventer is hij Overijssels. Vanaf de noordkant van de stad tot voorbij Hattem vormt zij de provinciegrens. Behalve bij Deventer is er ook bij Olst en Wijhe wat Overijssels grondgebied op de linkeroever. Voorbij Hattem tot aan de uitloop is de IJssel geheel Overijssels, met op de linkeroever een bredere strook met de plaatsen Zalk, Reeve en Kampen. 
De voornaamste steden aan de rivier zijn Zutphen, Deventer, Zwolle en Kampen. Andere historische plaatsen zijn Doesburg, Bronkhorst en Hattem.
De Oude IJssel, die bij Doesburg in de IJssel uitmondt, is de omvangrijkste zijrivier. Andere zijrivieren zijn Baakse Beek, Berkel en Schipbeek.
Het Twentekanaal, een gegraven vaarweg, komt tussen Zutphen en Deventer in de IJssel uit. Het Apeldoorns Kanaal is aan weerszijden verbonden met de IJssel, namelijk te Dieren en te Hattem. Het werd in 1972 voor de scheepvaart gesloten en heeft alleen nog landschappelijke betekenis. Plannen om het weer bevaarbaar te maken bleken economisch niet haalbaar.
Ten noorden van Kampen (Kampereiland) begint de IJsseldelta. Deze bestaat uit het Keteldiep, Kattendiep, Noorddiep, Ganzendiep en Goot. Alleen het Keteldiep en Kattendiep hebben nog altijd een waterafvoerende functie; het Ganzendiep en de Goot staan niet langer in open verbinding met de IJssel. Het Noorddiep is aan beide zijden afgedamd. Vroeger bestonden er nog meer aftakkingen. Deze zijn al in de 19e eeuw geheel verzand en/of gedempt.
Tussen 2014 en 2018 werd een extra geul richting IJsselmeer uitgegraven, die voor de stad Kampen aftakt van de IJssel. Dit zogenaamde Reevediep was nodig om bij extreem hoge waterstanden meer water via de IJssel te kunnen afvoeren richting de randmeren.

## Ontstaan
In de eenentwintigste eeuw is door aardwetenschappelijk onderzoek aangetoond dat de IJssel pas in de Vroege middeleeuwen (tussen 400 en 700 na Chr.) op natuurlijke wijze is ontstaan door overstromingen van de Rijn met erosie en sedimentatie als gevolg. Daarvoor waterde het gebied ten zuidoosten van Zutphen via de Oude IJssel en de Berkel naar het zuiden af. Door een in de loop der tijd verslechterende afvoer zou een barrière bij Zutphen zijn doorbroken waardoor de stroomrichting van de IJssel zich naar het noorden omdraaide. Archeologen wijzen erop dat Deventer omstreeks 800 al een belangrijke handelsplaats was met een vrije doorvaart naar het zuiden. Er werden immers op grote schaal Rijnlandse producten verhandeld, en in 896 nam Deventer de positie van de rivierhandelsplaats Dorestad over. De IJssel is in ieder geval een betrekkelijk jonge rivier die een al veel langer bestaand dal tussen de Veluwe en Salland volgt.
Een oudere hypothese was dat de huidige bovenloop van de IJssel in de Romeinse Tijd gegraven zou zijn als kanaal, de Drususgracht. Deze veronderstelling werd in de negentiende eeuw algemeen aangenomen en gaat zeker terug tot de zeventiende eeuw. Enkele Romeinse geschiedschrijvers vermeldden dat de veldheer Drusus een verbinding groef vanuit de Rijn, waardoor het Flevomeer bereikbaar werd. Vanuit deze voorloper van het IJsselmeer konden Romeinse schepen via het Vlie de noordelijke kusten van Germanië bereiken, dat ze tot de Elbe wilden veroveren. De Drususgracht werd waarschijnlijk kort na 12 v.C. aangelegd, maar mogelijk pas in 16 n.C. gebruikt voor een grote militaire actie. Deze verbinding zou verzand of zelfs uit voorzorg dichtgeworpen kunnen zijn nadat de Romeinen rond 47 n.C. hun plannen opgaven om Germanië te veroveren.
Een oude naam van de IJssel is Isala, wat net als de streek Salland is afgeleid van de Salische Franken of Saliërs. Dit was een stammenverbond van Germanen in het IJsseldal en Salland, dat zich in reactie op de macht van het Romeinse Rijk gevormd had. Later waren zij onderdeel van het Frankische Rijk. De naam Isala/IJssel zou ook refereren aan het Latijnse woord voor 'stroom'. In een schenkingsakte uit 797 na Chr. is er sprake van bossen langs de Hisla. Het noordelijk deel van de Gelderse IJssel werd in 814/815 ook aangeduid als Salahon, hetgeen betekent daar waar de IJssel uitmondt.

## Handelsroute
Reeds in de vroegste middeleeuwen kwamen de steden Zutphen (als machtscentrum) en Deventer (als handelscentrum) dankzij hun ligging aan de IJssel tot grote bloei. Ook de Vikingen konden de nederzettingen via de IJssel bereiken en plunderen. Een gedocumenteerde plundering vond plaats in 882. Archeologische sporen ervan zijn in Zutphen en Deventer opgegraven.
Later, in de tijd van de Hanze (+/- 1250-1450), was de IJssel een belangrijke internationale handelsroute; De steden langs de IJssel: Doesburg, Zutphen, Deventer, Hattem, Zwolle en Kampen waren dan ook bij de Hanze aangesloten.
Overijssel is (via de Heerlijkheid Overijssel) vernoemd naar de IJssel en plaatste in 1948 een symbolische weergave van de rivier in de Overijsselse provincievlag.

## Verzanding

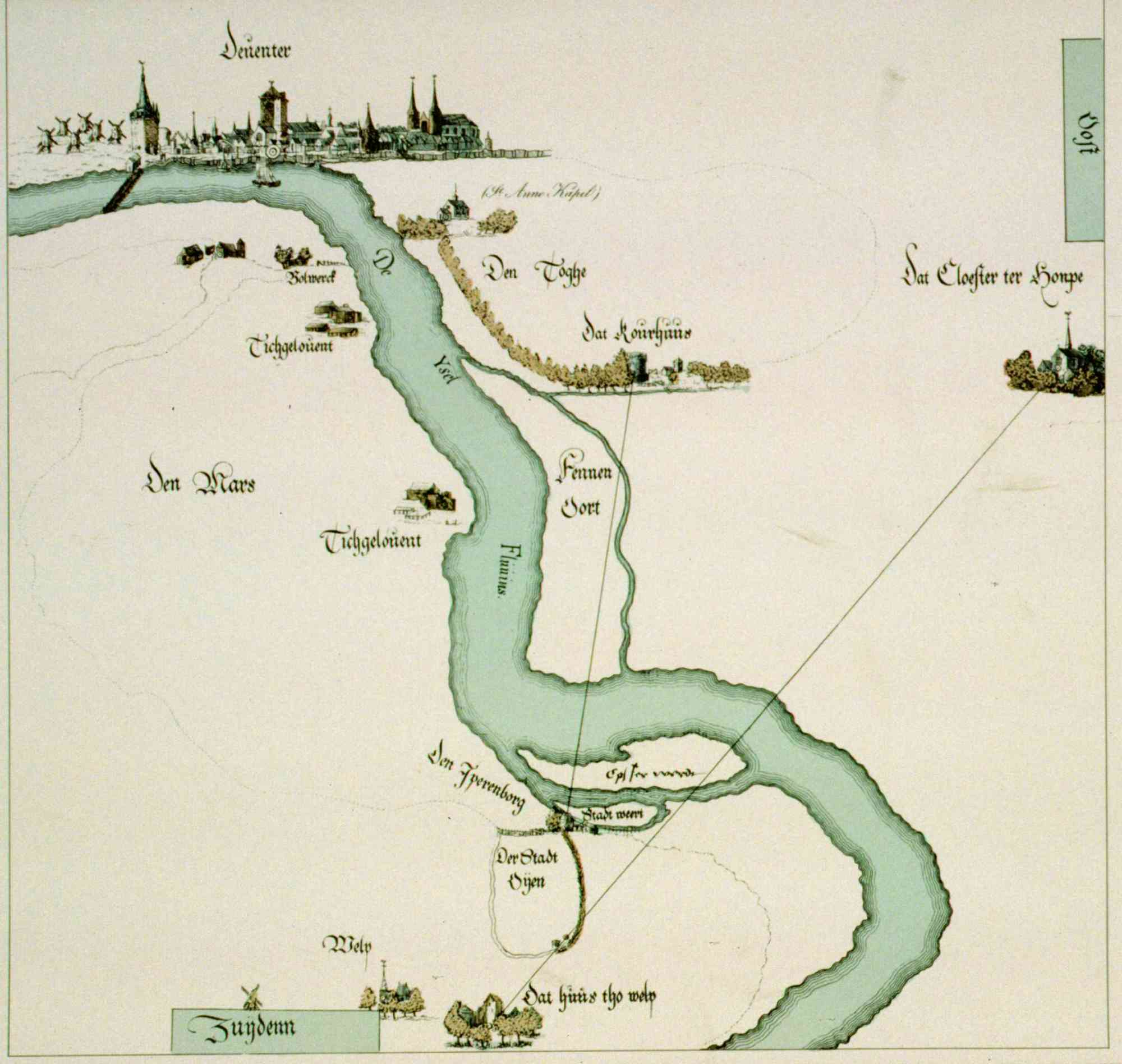
De IJssel bij Deventer in 1567

Vanaf de 15e eeuw werd de rivier steeds minder goed bevaarbaar door verzanding. Oorzaak was met name de Sint-Elisabethsvloed waardoor de 
Waal een kortere weg kreeg naar de zee en er minder water zich een weg zocht via de IJssel. In de 18e eeuw werd om dit probleem op te lossen het Pannerdensch Kanaal gegraven en sprak men af dat de IJssel recht heeft op 1/9 van al het Rijnwater. Deze verdeling, die wordt geregeld met stuwen bestaat nog steeds. Behalve voor de bevaarbaarheid van de IJssel is deze ingreep belangrijk voor een zo groot mogelijke zoetwatervoorraad in het IJsselmeer. Dit is belangrijk voor droge tijden.
Om de scheepvaart op de IJssel te waarborgen is de huidige geul kunstmatig verdiept met behulp van kribben. Bij lage afvoer zorgen de kribben voor een smaller stroombed. Daardoor wordt de stroming beïnvloed; de stroomsnelheid neemt toe. Dit helpt om de IJssel voldoende diep te houden voor de scheepvaart.

## Capaciteit
In verband met de klimaatverandering werd in het kader van het project Ruimte voor de rivier tussen 2006 en 2019 door onder andere het graven van nevengeulen de capaciteit van de IJssel vergroot. Bovendien werd in het kader van de aanwijzing van de Uiterwaarden van de IJssel als Natura 2000-gebied, ter vergroting van de natuurwaarden een deel van de 'verstening' van de rivieroevers ongedaan gemaakt. Eerder aangebrachte stenen bescherming van de oevers tussen de kribben werd verwijderd. Hierdoor vindt in de rivier meer zandverplaatsing plaats. Volgens critici zouden deze veranderingen gevolgen kunnen hebben voor de bevaarbaarheid.

## Scheepvaart
De Geldersche IJssel is een betonde en bebakende vaargeul, normaal geschikt voor schepen tot en met CEMT-klasse Va. De toegestane afmetingen algemeen zijn 110 meter lang, 11½ meter breed en 2,8 meter diepgang. De maximale hoogte is 9,1 meter boven de waterlijn (wegens vaste bruggen, hoogspanninglijnen en dergelijke).

## Veluwerally
Op de IJssel vindt jaarlijks op de laatste zondag van september de Veluwerally plaats. Dit is een van de grootste kano/kajak-prestatietochten in Nederland. De startplaats was lang in Giesbeek, maar sinds 2016 vertrekt men uit Deventer.

## Afbeeldingen

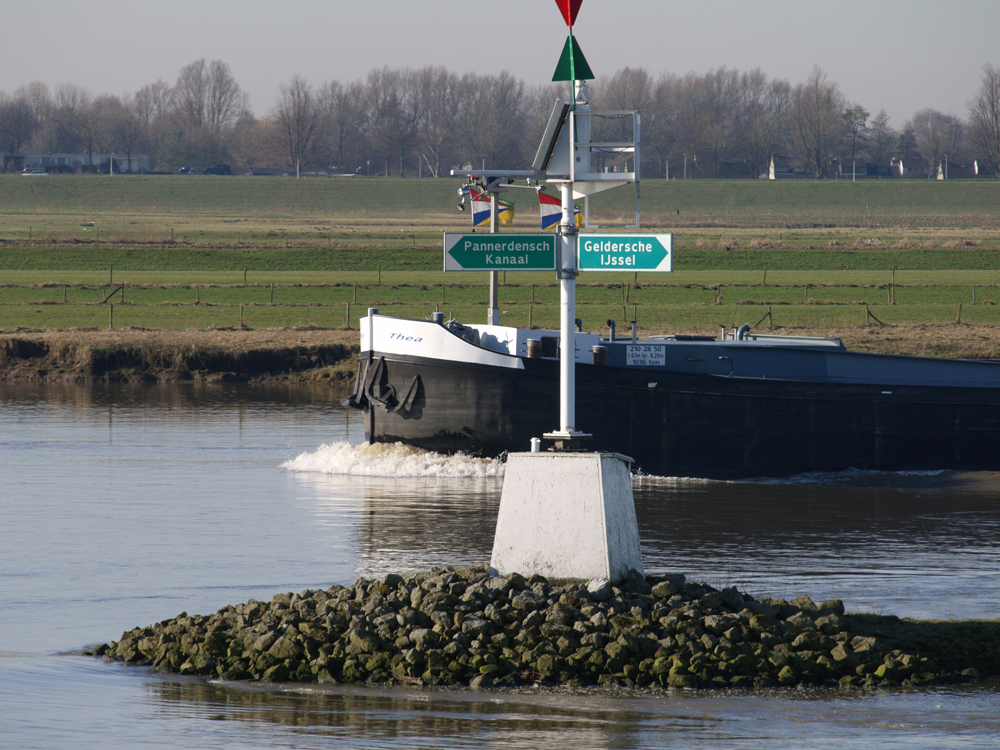
Het begin van de IJssel bij Westervoort
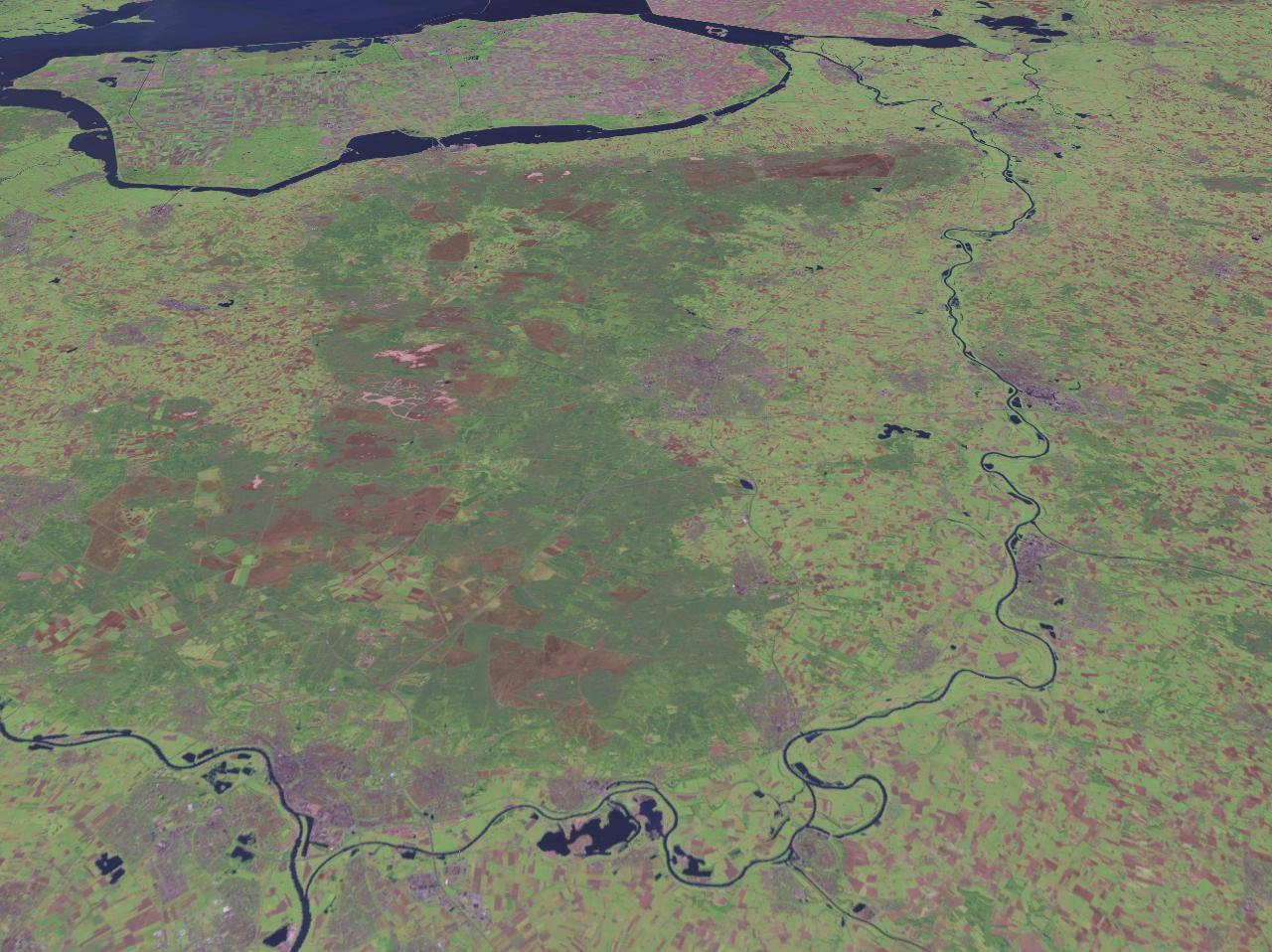
Satellietfoto van de IJssel
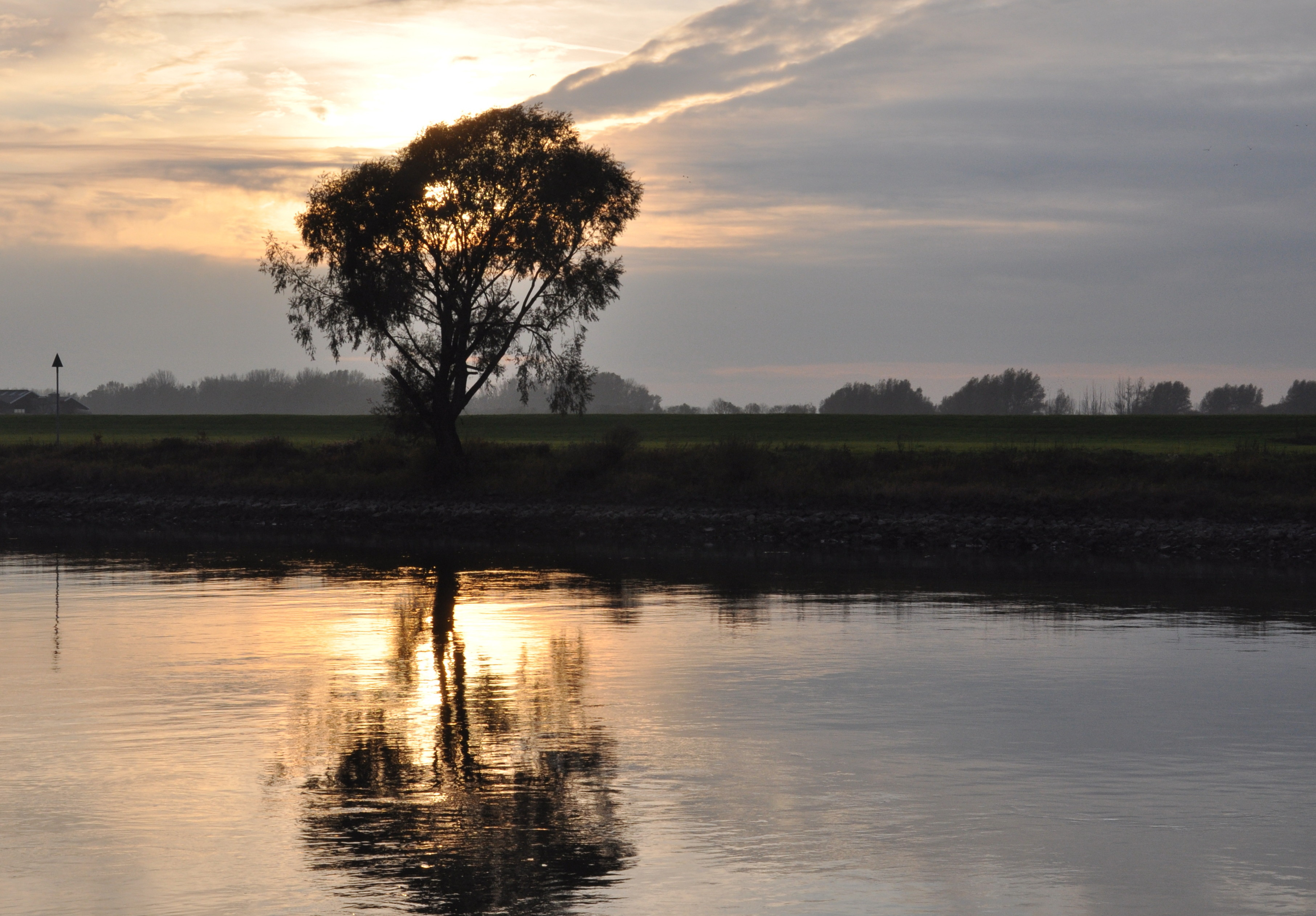
IJssel te Doesburg
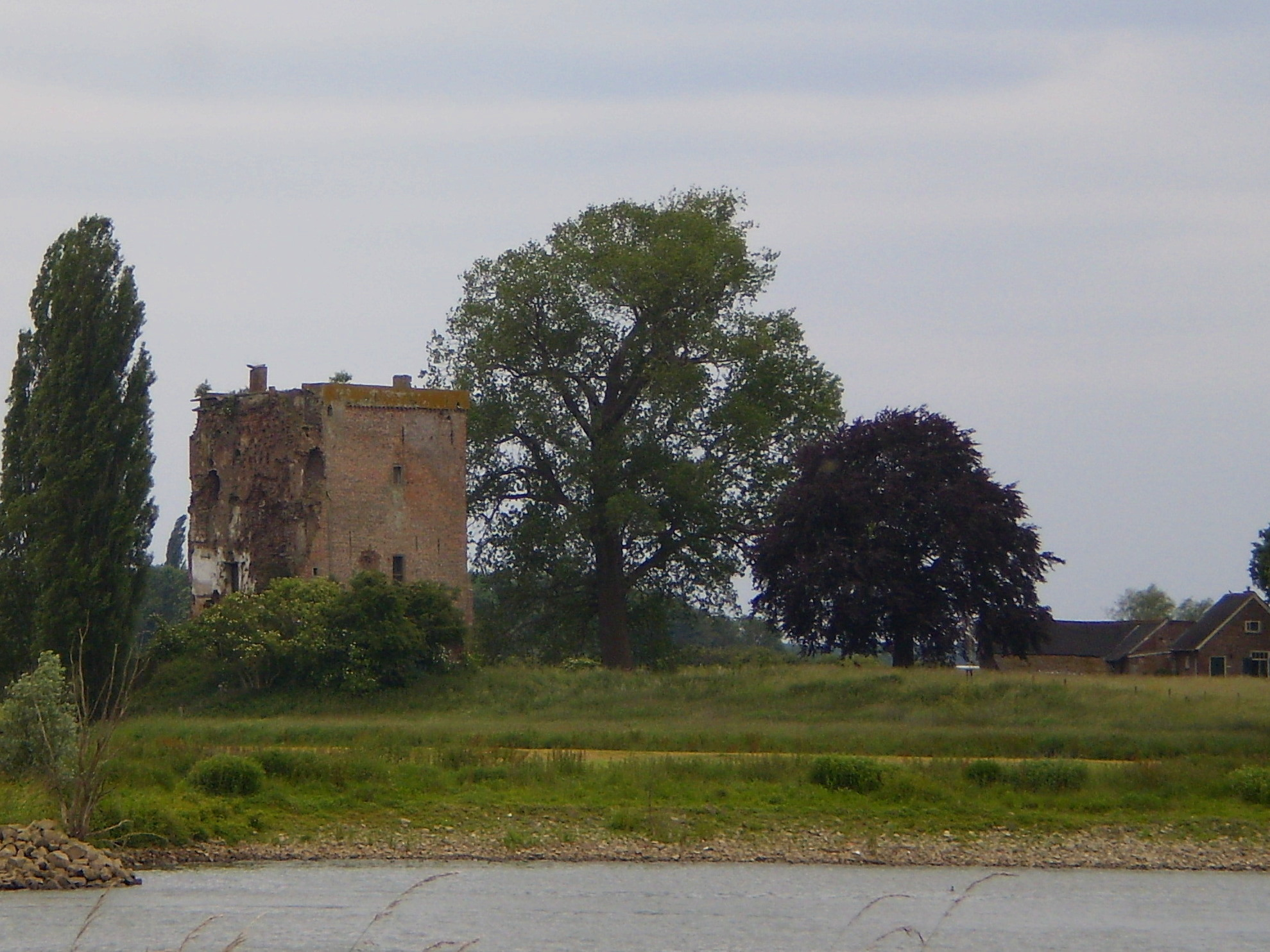
Ruïne kasteel Nijenbeek aan de IJssel bij Voorst
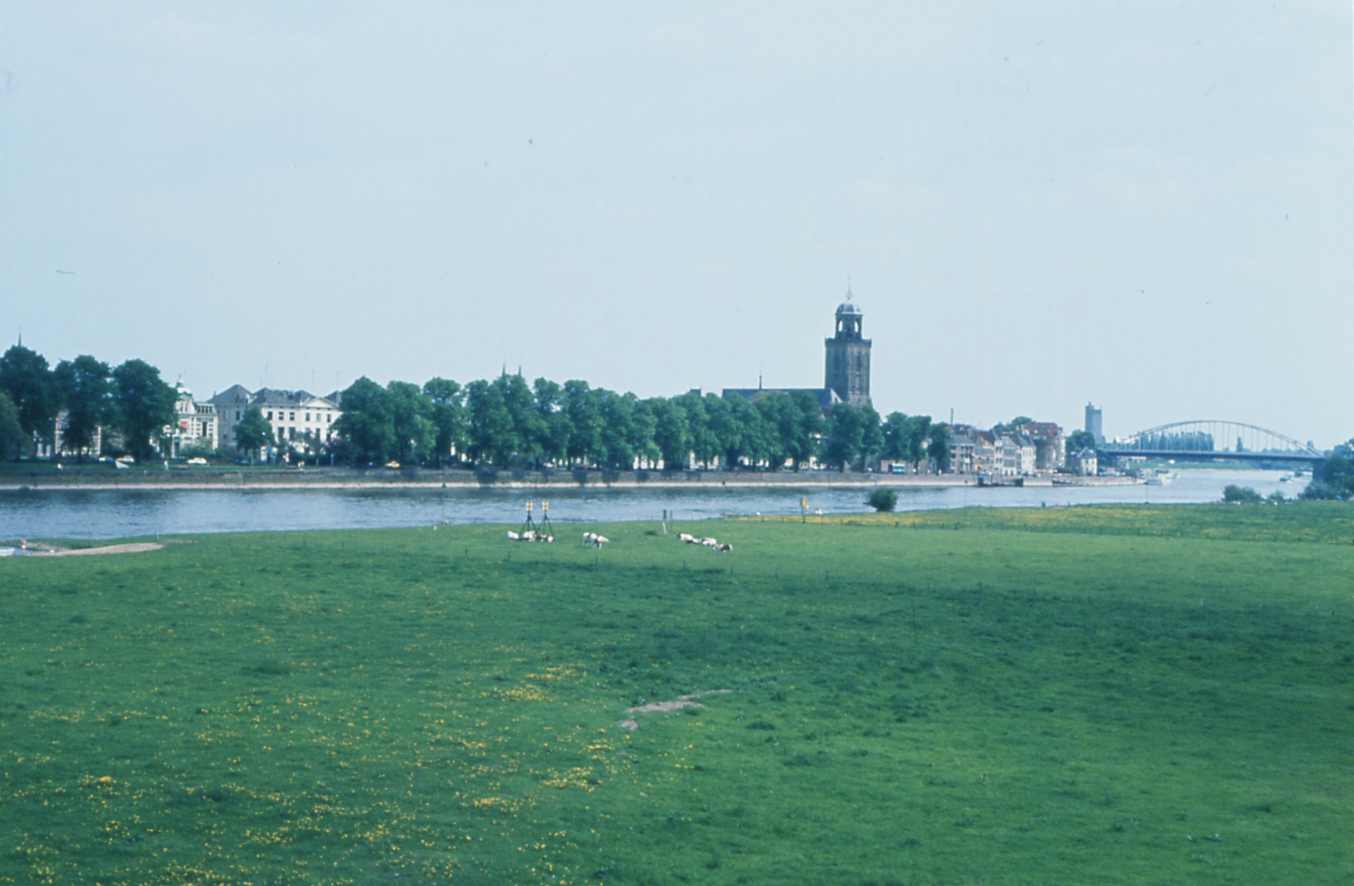
De IJssel bij Deventer
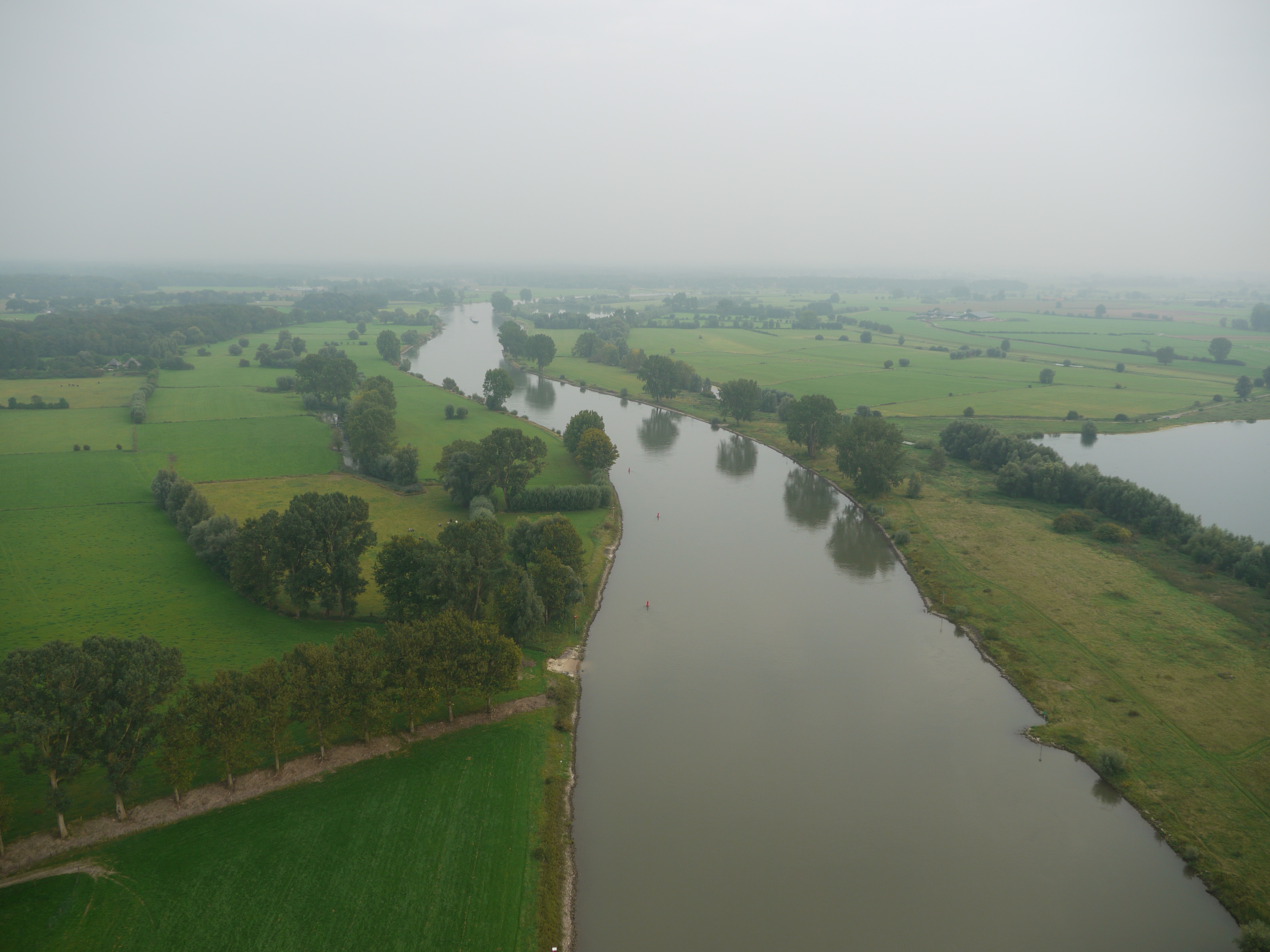
De IJssel bij Deventer vanuit een luchtballon
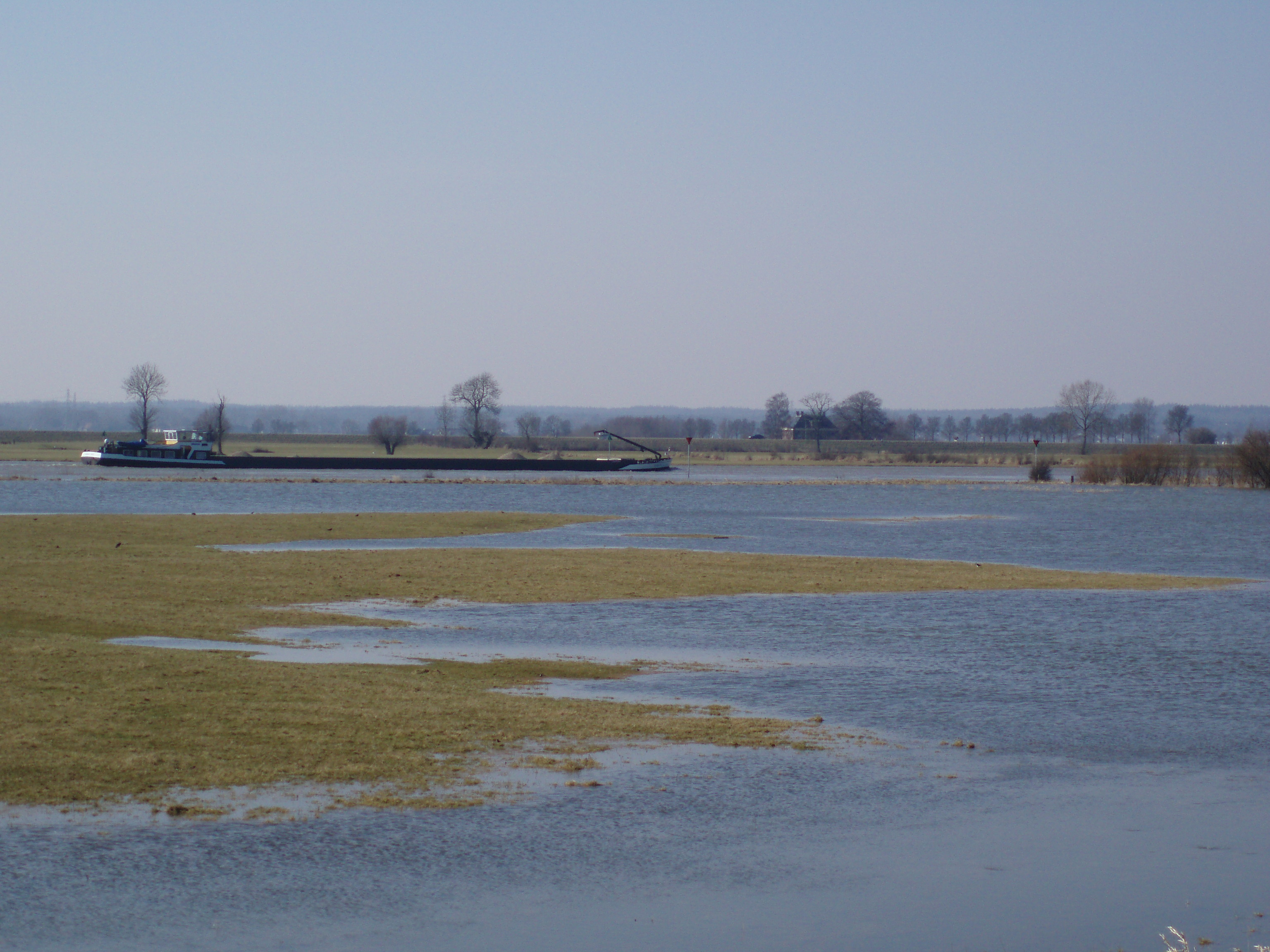
De IJssel bij Wijhe
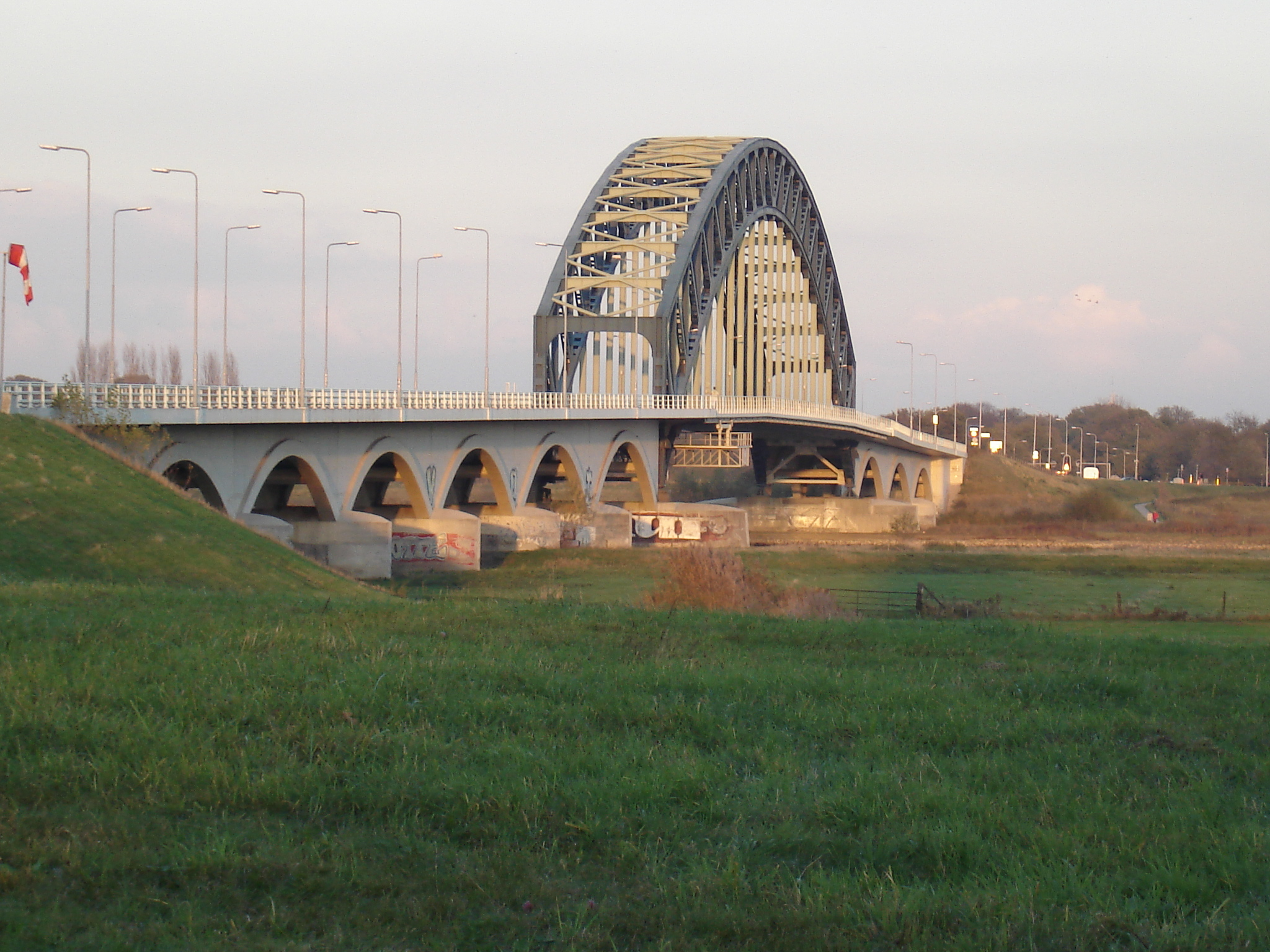
IJsselbrug bij Zwolle
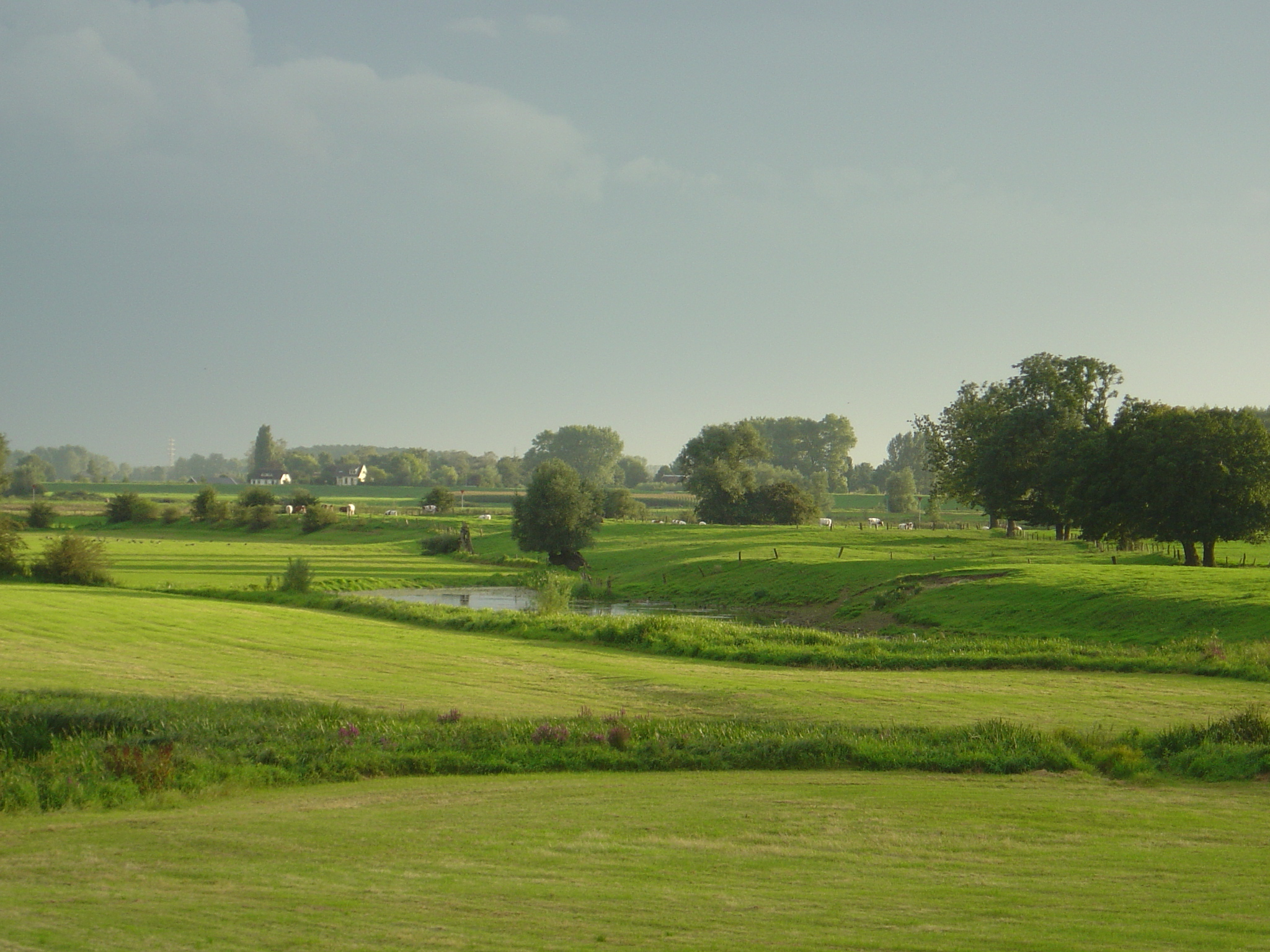
Uiterwaarden bij Olst
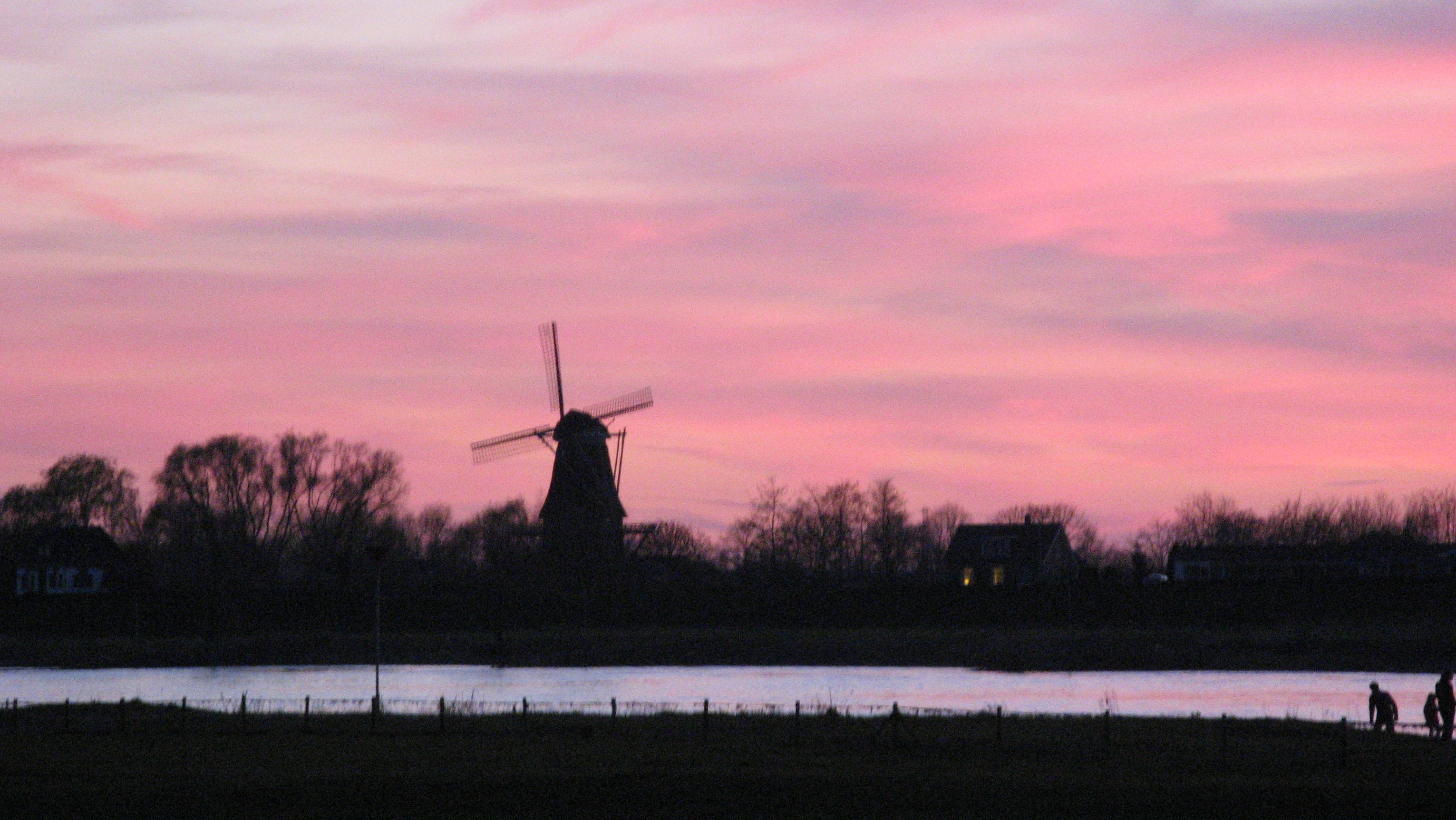
De IJssel met de molen Houdt Braef Stant in Welsum

## Spelling
Hoewel de naam steeds vaker met dubbel-s geschreven werd hanteerde de gemeente Deventer lang de traditionele schrijfwijze met slechts één s. Reden hiervoor was dat in archieven de rivier steeds IJsel genoemd werd. De Deventer gemeenteraad bevestigde in 1964 deze schrijfwijze officieel. In 1991 besloot ze echter toe te geven aan het feit dat spelling levend is en de meeste mensen niet IJsel maar IJssel schrijven. Een voorbeeld van de oude spellingswijze in Deventer was lange tijd nog zichtbaar in de naam van de Hogeschool IJselland (tegenwoordig Saxion).